# Andrea Rica
Andrea Rica Taboada (* 7. Dezember 1984) ist eine spanische Taekwondoin. Sie startet in der Gewichtsklasse bis 57 Kilogramm.
Rica bestritt ihren ersten internationalen Titelkämpfe bei der Juniorenweltmeisterschaft 2000 in Killarney, schied jedoch in ihrem Auftaktkampf aus. Im folgenden Jahr konnte sie hingegen bei der Junioreneuropameisterschaft in Pamplona den Titel in der Klasse bis 52 Kilogramm gewinnen. Im Erwachsenenbereich schaffte sie den Durchbruch bei der Europameisterschaft 2006 in Bonn. Sie erreichte in der Klasse bis 55 Kilogramm das Halbfinale und gewann Bronze. Auch bei der Weltmeisterschaft 2007 in Peking und 2009 in Kopenhagen konnte sie jeweils das Halbfinale erreichen und WM-Bronzemedaillen erkämpfen. Eine weitere Bronzemedaille errang Rica auch bei der Europameisterschaft 2012 in Manchester.